# Hoàng tử Vladimir

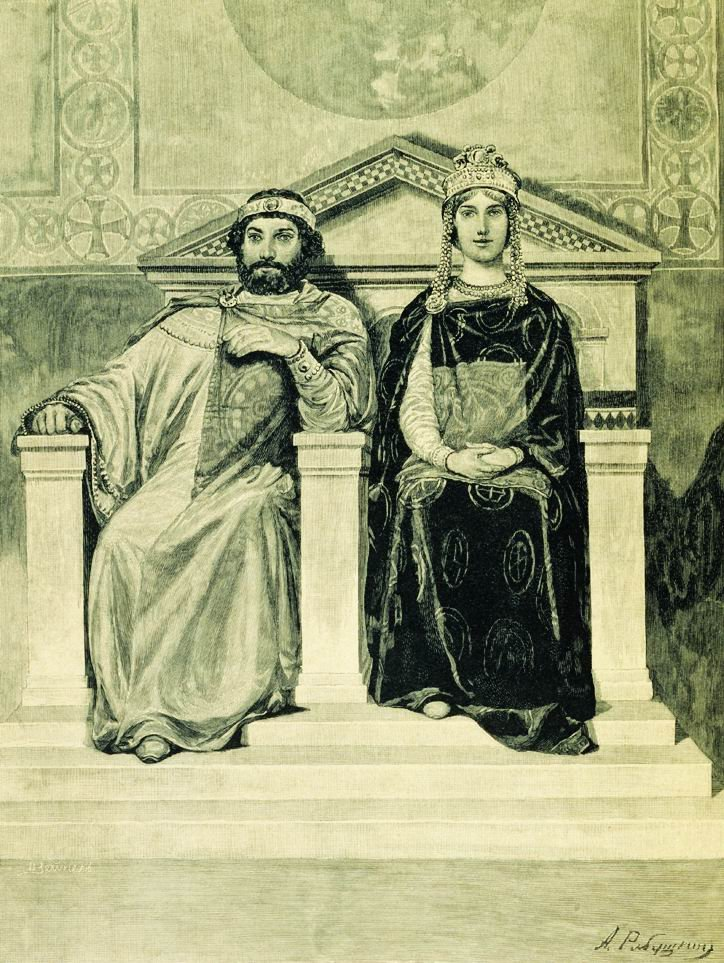

Vladimir Mặt Trời Đỏ (tiếng Nga: Владимир Красное Солнышко), Vladimir Vseslavevich (tiếng Nga: Владимир Всеславьевич), hay Công tước Vladimir (tiếng Nga: Князь Владимир) - nguyên mẫu là nhân vật Vladimir Svyatoslavich, nhưng trong việc xây dựng hình ảnh nhân vật trong các tráng sĩ ca có chịu ảnh hưởng từ nhân vật lịch sử Vladimir Monomakh) - là nhân vật xuyên suốt trong tất các các tác phẩm tráng sĩ ca sử thi Đông Slav. Vladimir Mặt Trời Đỏ là công tước Kiev, đóng vai trò kết nối nhiều tráng sĩ Nga. Ông là người đứng đầu của họ, nhưng ông không được coi là một tráng sĩ. Có thể nhận thấy ở ông là sự phản ánh dân gian của nhiều nhân vật lịch sử hay nhân vật huyền thoại hoặc sự nhân cách hóa các hiện tượng thiên nhiên phổ biến. Nhân vật Công tước Vladimir trong tráng sĩ ca không phải là hiện thân của nhân vật lịch sử Vladimir Svyatoslavich. Trong mọi hiểm nguy ông lợi dụng sự giúp đỡ của các tráng sĩ, tiếp đãi họ chu đáo vì điều này, nhưng cùng lúc đó lại không muốn mạo hiểm bản thân mình và đôi khi cư xử không đúng với các tráng sĩ.